# Lac d'Alzasca
Le lac d'Alzasca est un lac dans le canton du Tessin en Suisse. Sa superficie est de 0,1 km2.